# Union Uhrenfabrik
Union Glashütte ist der Markenname des deutschen Uhrenherstellers Union Uhrenfabrik GmbH Glashütte/SA. aus Glashütte (Sachsen), die ausschließlich mechanische Armbanduhren mit Automatik- oder Handaufzugswerk herstellt und vertreibt. Die Marke wurde 1893 von Johannes Dürrstein gegründet. Es gehört zur Swatch Group.

## Geschichte

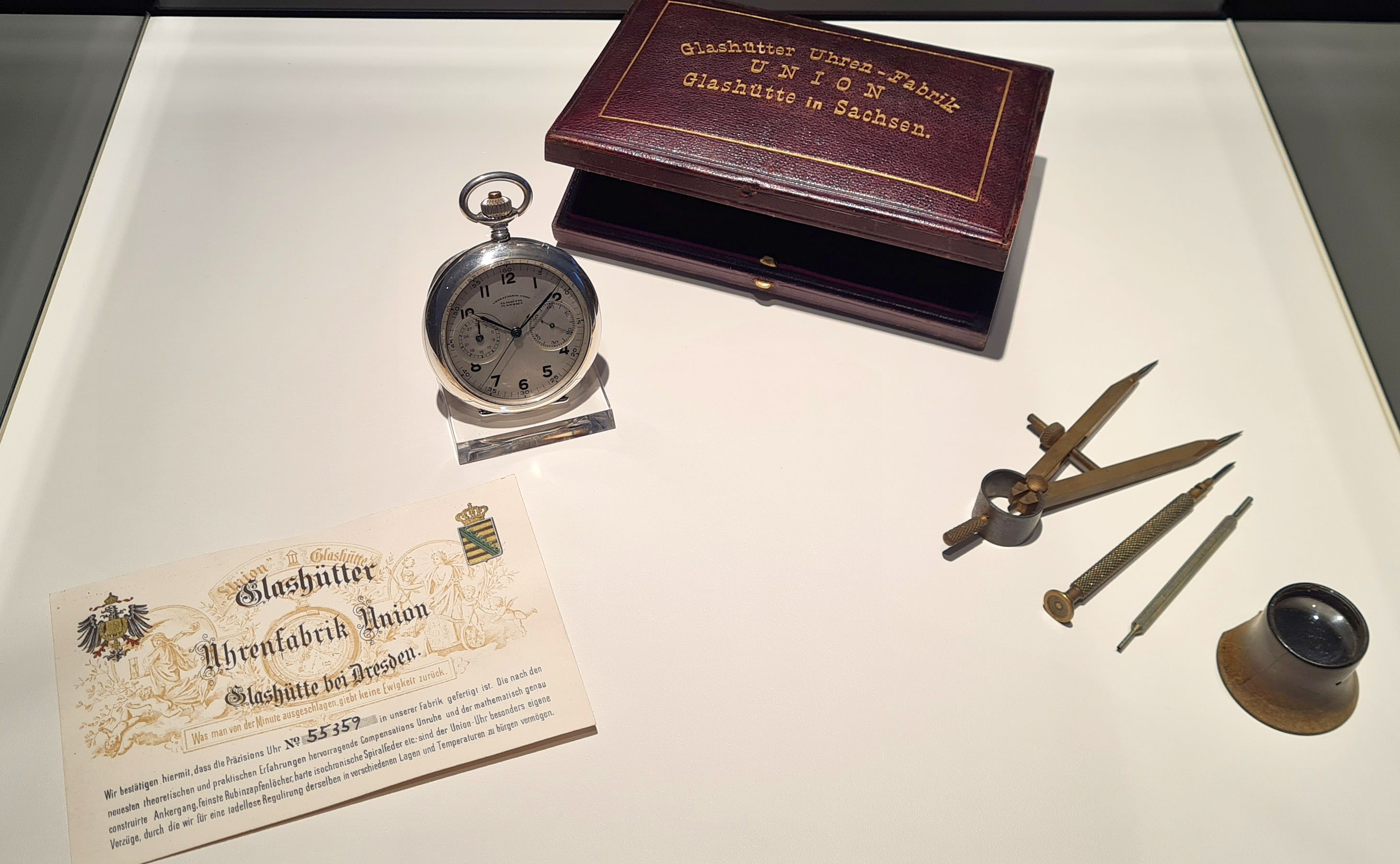
Union-Taschenuhr mit Zertifikat

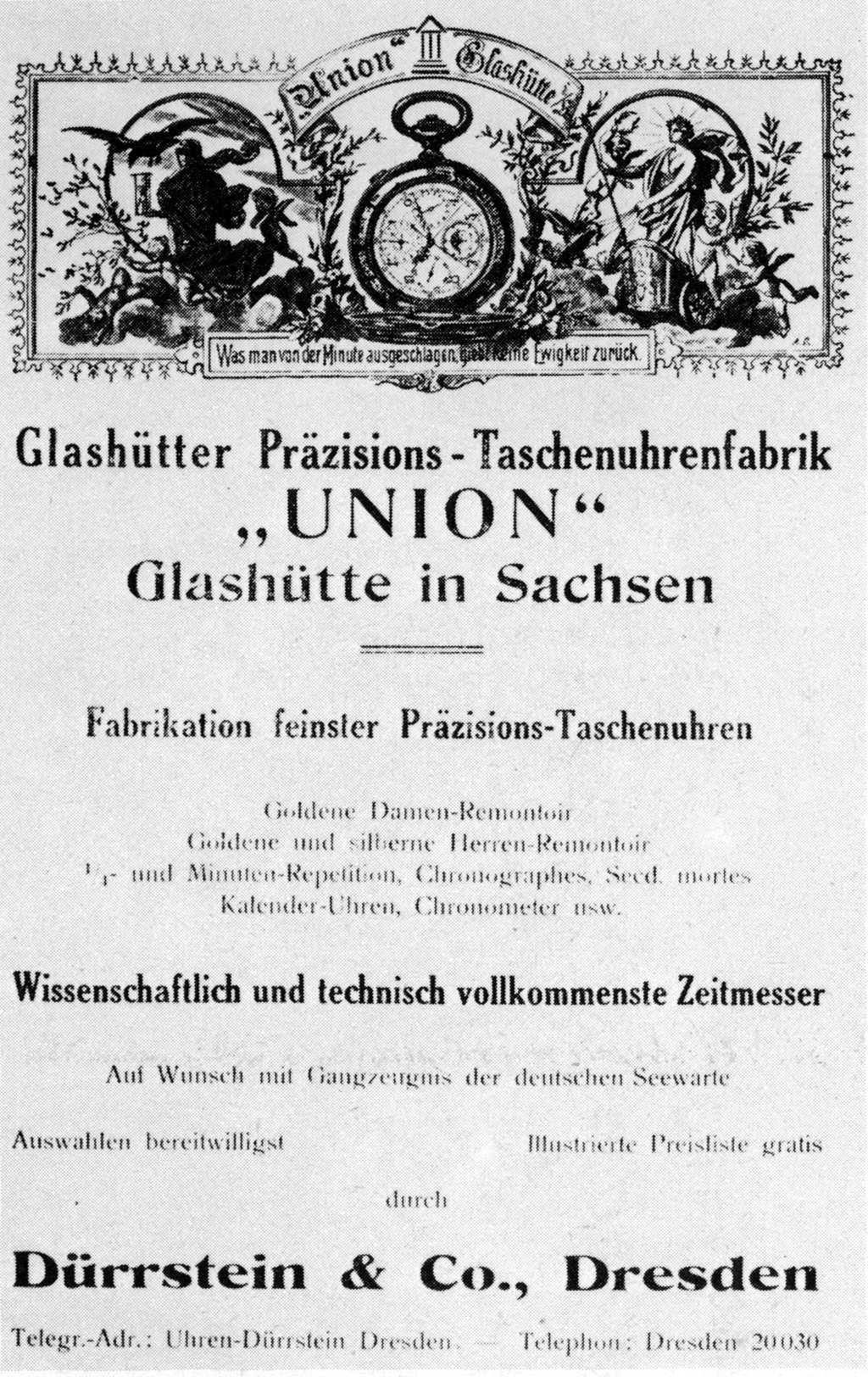
Alte Anzeige Union

1874 gründete der Kaufmann und Uhrenkenner Johannes Dürrstein in Dresden die Uhrengroßhandlung „Dürrstein & Compagnie“. Das Geschäft, das Dürrstein zusammen mit seinem Bruder Friedrich betrieb, wurde exklusiver Vertriebspartner des Glashütter Uhrenherstellers A. Lange & Söhne. Parallel dazu baute Dürrstein in der Schweiz eine eigene Uhrenfabrikation auf, deren Werke in Glashütte vollendet und vertrieben wurden. Auf Basis dieser Erfahrungen – und nach Auflösung des Exklusivvertrages mit A. Lange & Söhne – gründete Dürrstein 1893 seine eigene Uhrenfertigung in Glashütte.
Die Uhren der Glashütter Uhrenfabrik Union fanden rasch weltweit Anklang. Die Marke zeichnete sich durch eine breite Produktpalette, einen globalen Vertrieb und moderne Fertigungsmethoden aus. Neben einfachen und vergleichsweise günstigen Taschenuhren wurden auch Modelle mit anspruchsvollen Komplikationen gefertigt. Einige dieser Sammlerstücke sind heute im Deutschen Uhrenmuseum Glashütte ausgestellt.
Mit Einsetzen der Weltwirtschaftskrise geriet auch die Glashütter Uhrenindustrie immer stärker unter Druck. 1926 musste die Uhrenfabrik Union, wie viele andere Marken, ihre Produktion einstellen; 1936 wurde sie aus dem Handelsregister gestrichen.
Im Jahr 1951 wurden die verbleibenden Glashütter Uhrenfirmen in dem VEB Glashütter Uhrenbetriebe (GUB) zusammengefasst. Nach der Wiedervereinigung 1990 wurde der VEB in die „Glashütter Uhrenbetrieb GmbH“ umfirmiert und 1994 privatisiert. Als Tochterfirma entstand 1996 die „Union Uhrenfabrik GmbH Glashütte/SA.“, die 2000 in den Besitz der Swatch Group AG überging. Die Uhrwerke von Union wurden bis zur Übernahme durch die Swatch Group in der Manufaktur Glashütter Uhrenbetrieb hergestellt. Die Entwicklung der Schwestermarke Glashütte Original schöpfte die Produktionskapazitäten bald voll aus, und so fehlte es zunehmend an Ressourcen für die Herstellung von Union-Uhren. 2008 erfuhr Union Glashütte daher eine Neuausrichtung. Als selbstständige Marke mit eigenen Ateliers wurden ab sofort ausschließlich mechanische Zeitmesser mit dem Herkunfts- und Gütesiegel „Made in Glashütte“ gefertigt, die sich im Durchschnitt preislich zwischen 1.000 und 3.000 Euro bewegten. Einzelne Edelmetallvarianten oder limitierte Sondermodelle können bis zu 13.900 Euro kosten.

## Herkunftsbezeichnung „Glashütte“ für Uhren
Am 22. Februar 2022 trat die Verordnung zum Schutz der geographischen Herkunftsangabe Glashütte in Kraft. Damit gilt: Die Herkunftsangabe „Glashütte“ darf im geschäftlichen Verkehr nur für solche Uhren verwendet werden, die im Herkunftsgebiet hergestellt worden sind. Das Herkunftsgebiet umfasst folgende Gebiete im Freistaat Sachsen:  die Stadt Glashütte, die Ortsteile Bärenstein und Lauenstein der Stadt Altenberg für die Zulieferung und Veredlung sowie Dresden für bestimmte Veredlungsschritte.